# Gerold Otten

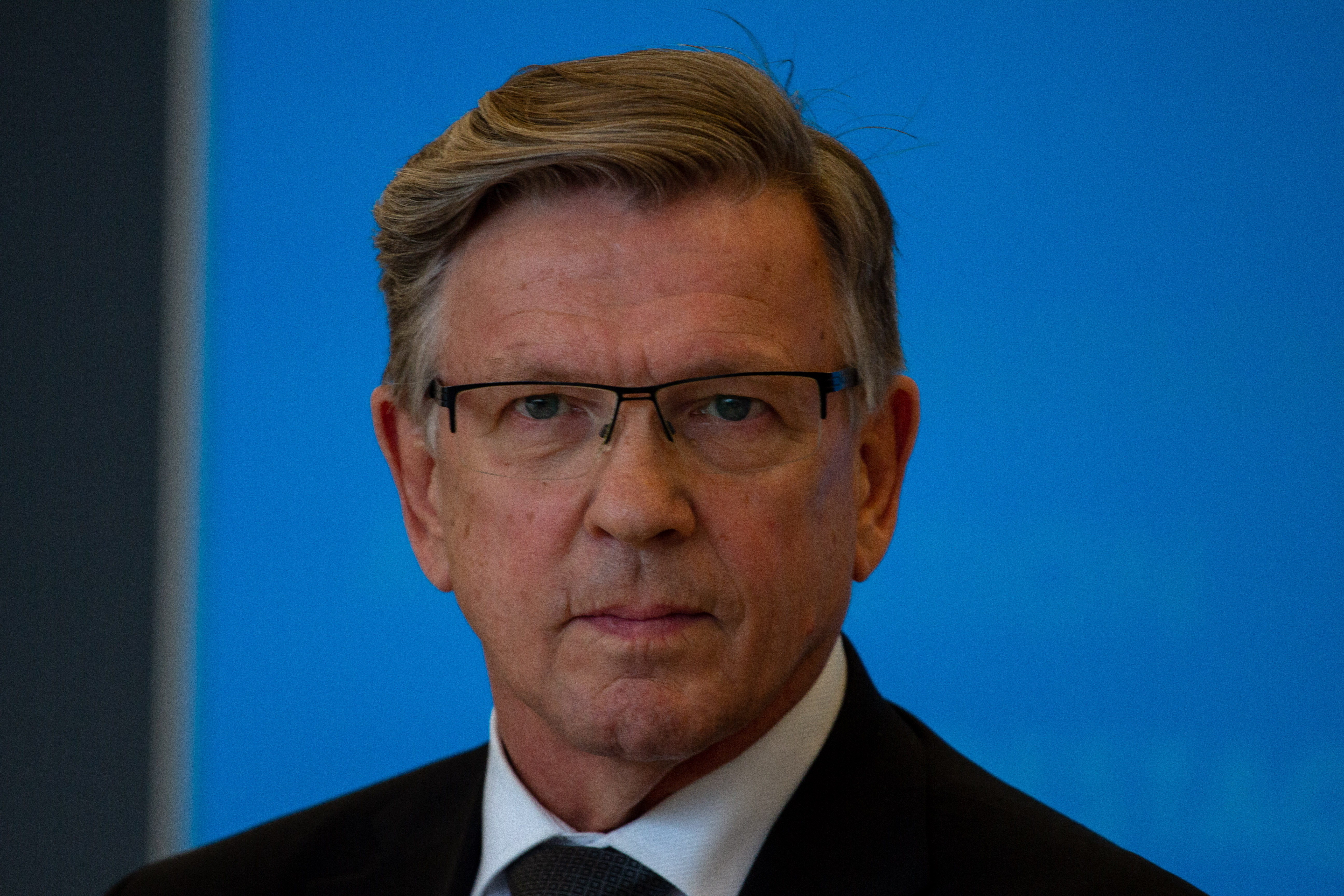
Gerold Otten, durante uma sessão plenária em 11 de abril de 2019 em Berlim.

Gerold Joachim Otten (nascido em 7 de dezembro de 1955) é um Oberst aposentado da Força Aérea Alemã (Coronel) e político (AfD). Desde 24 de outubro de 2017 é membro do Bundestag.
Em 9 de abril de 2019, o grupo AfD no Bundestag nomeou Otten para o cargo de vice-presidente do Bundestag.